# 방과 후 토요일
방과 후 토요일은 대한민국의 방송국 대전MBC 표준FM에서 매주 토요일 오전 11시 5분부터 11시 52분까지 방송했던 라디오 프로그램이다.
| 대전MBC 표준FM 토요일 프로그램 |                         |                        |
| 이전                           | 방과 후 토요일          | 다음                   |
| MBC 11시 뉴스                  | 방과 후 토요일          | MBC 정오종합뉴스       |
| 오전 11시 ~ 오전 11시 5분      | 오전 11시 5분 ~ 낮 12시 | 낮 12시 ~ 낮 12시 10분 |
|                                |                         |                        |